# A Man and His Bees
A Man and His Bees è un cortometraggio muto del 1909 diretto da Lewin Fitzhamon.

## Trama
Un apicultore viaggia in treno insieme alle sue api che però volano via, provocando un fuggi fuggi generale della gente che cerca rifugio nei pagliai.

## Produzione
Il film fu prodotto dalla Hepworth.

## Distribuzione
Distribuito dalla Hepworth, il film - un cortometraggio di 91,4 metri - uscì nelle sale cinematografiche britanniche nel giugno 1909.
Si conoscono pochi dati del film che, prodotto dalla Hepworth, fu distrutto nel 1924 dallo stesso produttore, Cecil M. Hepworth. Fallito, in gravissime difficoltà finanziarie, il produttore pensò in questo modo di poter almeno recuperare il nitrato d'argento della pellicola.